# 陈国强 (1931年)
陈国强（1931年5月18日—2004年7月31日），福建厦门人，中华人民共和国考古学家、人类学家、民族学家。

## 生平
1947年毕业于厦门英华中学，同年考入厦门大学，师从林惠祥。1951年，陈国强毕业于厦门大学历史系，之后留校任教，开始从事人类学、民族学的教学研究工作。1958年，任福建省少数民族社会历史调查组副组长、高山族社会历史调查组组长，在福建调查少数民族及散居各地的高山族。历任厦门大学历史系主任、人类学系主任、人类学研究所所长、人类博物馆馆长。著有《台湾高山族研究》、《百越民族史》、《简明文化人类学词典》、《闽台考古》、《中国人类学》等。2004年7月31日去世。